# Giovanni di Niccolò Mansueti
Giovanni di Niccolò Mansueti (* um 1465 in Venedig; † 26. März 1527 ebenda) war ein italienischer Maler in der Renaissance.

## Leben
Über sein Leben gibt es nur wenige sichere Daten. Er gab sich als Schüler von Gentile Bellini aus und war von Vittore Carpaccio beeinflusst. Sein bedeutendstes Werk ist das „Wunder des Heiligen Markus und des Wahren Kreuzes“ (1494) in der Kunstakademie Venedig. Dieses wie auch andere seiner großen Gemälde spiegeln die zeitgenössische Architektur und Kleidung wider und geben ein wahrheitsgetreues Bild vom Venedig dieser Epoche.

## Werke (Auswahl)

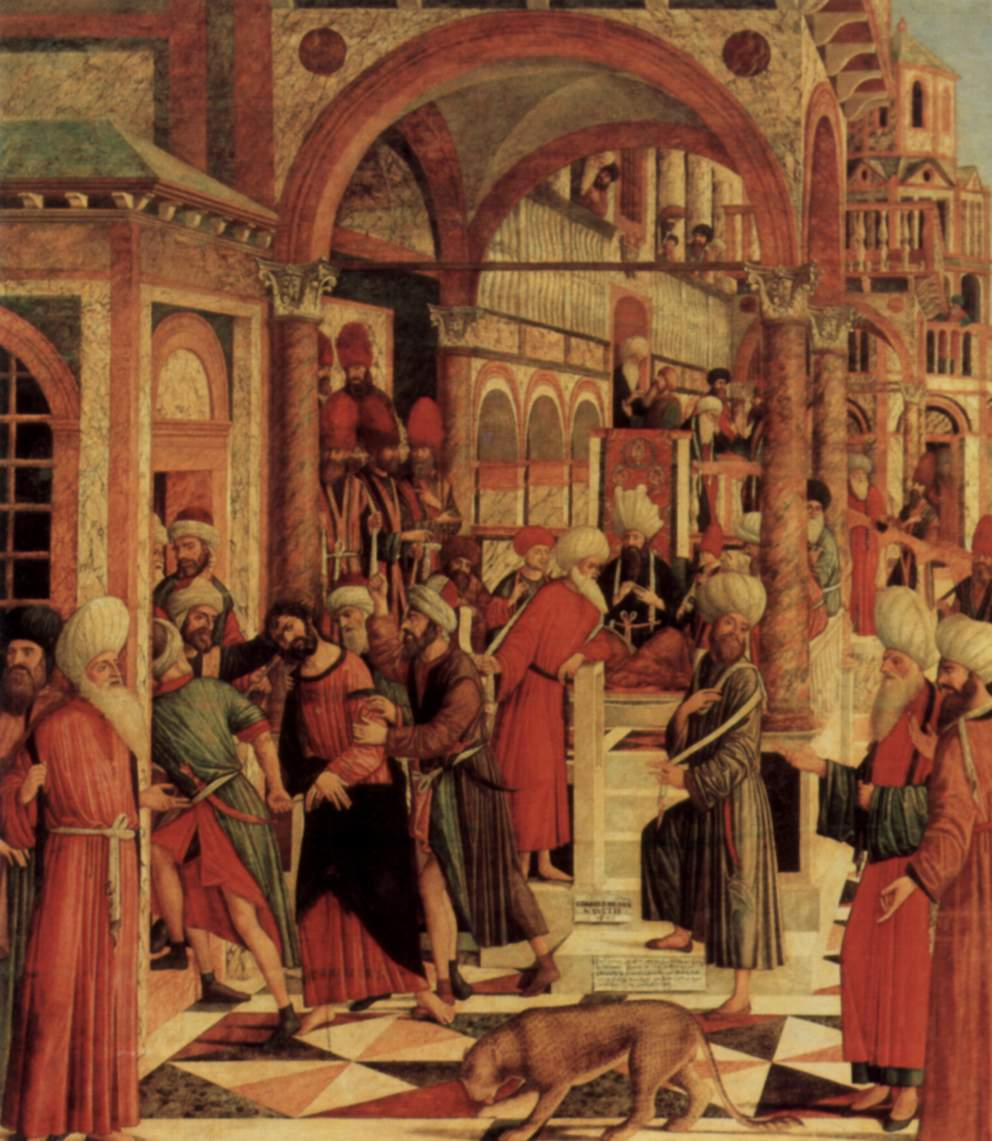
Die Gefangennahme des Hl. Marcus in der Synagoge, Öl auf Leinwand um 1499
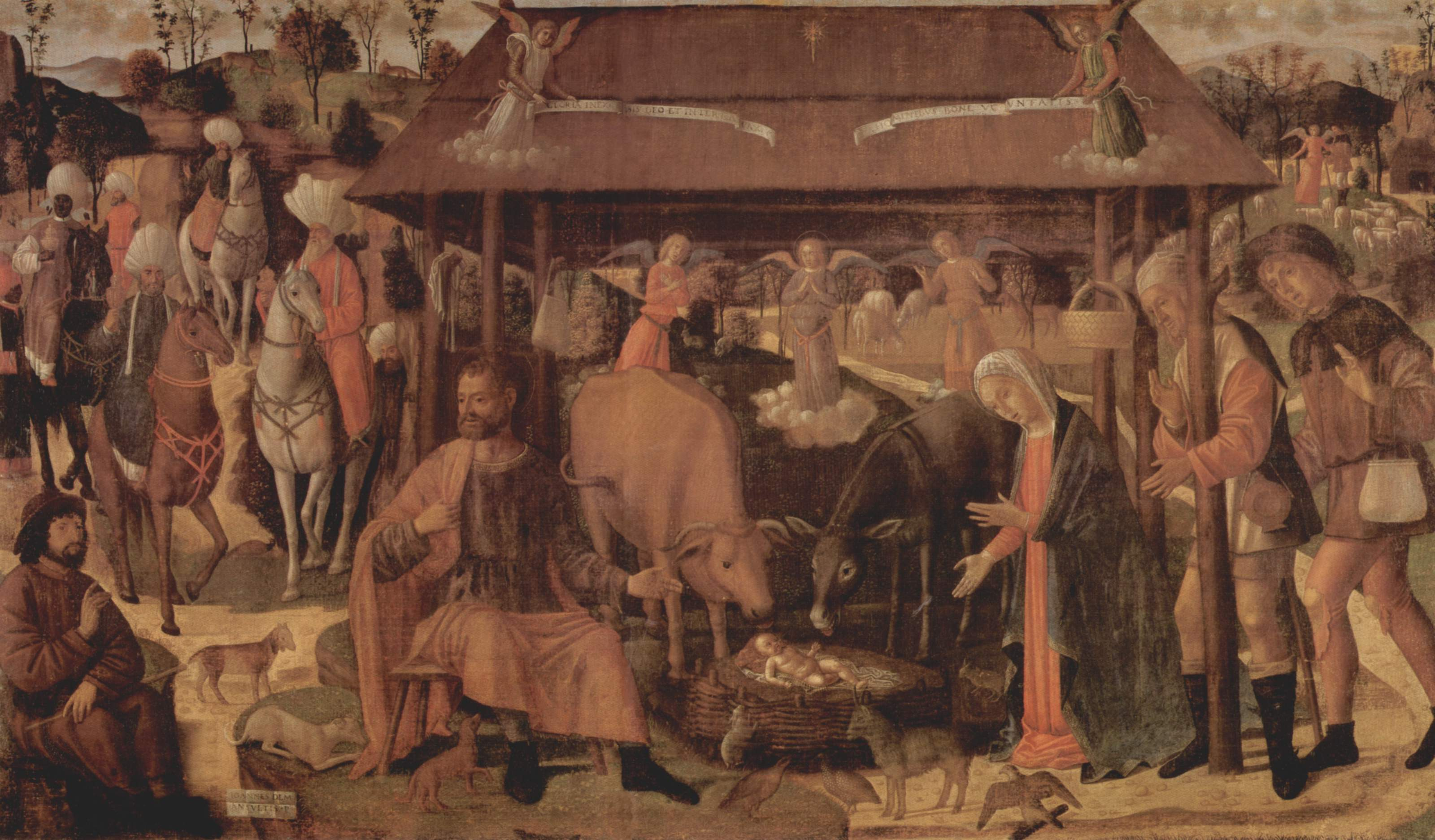
Die Heiligen Drei Könige, Öl auf Leinwand um 1500
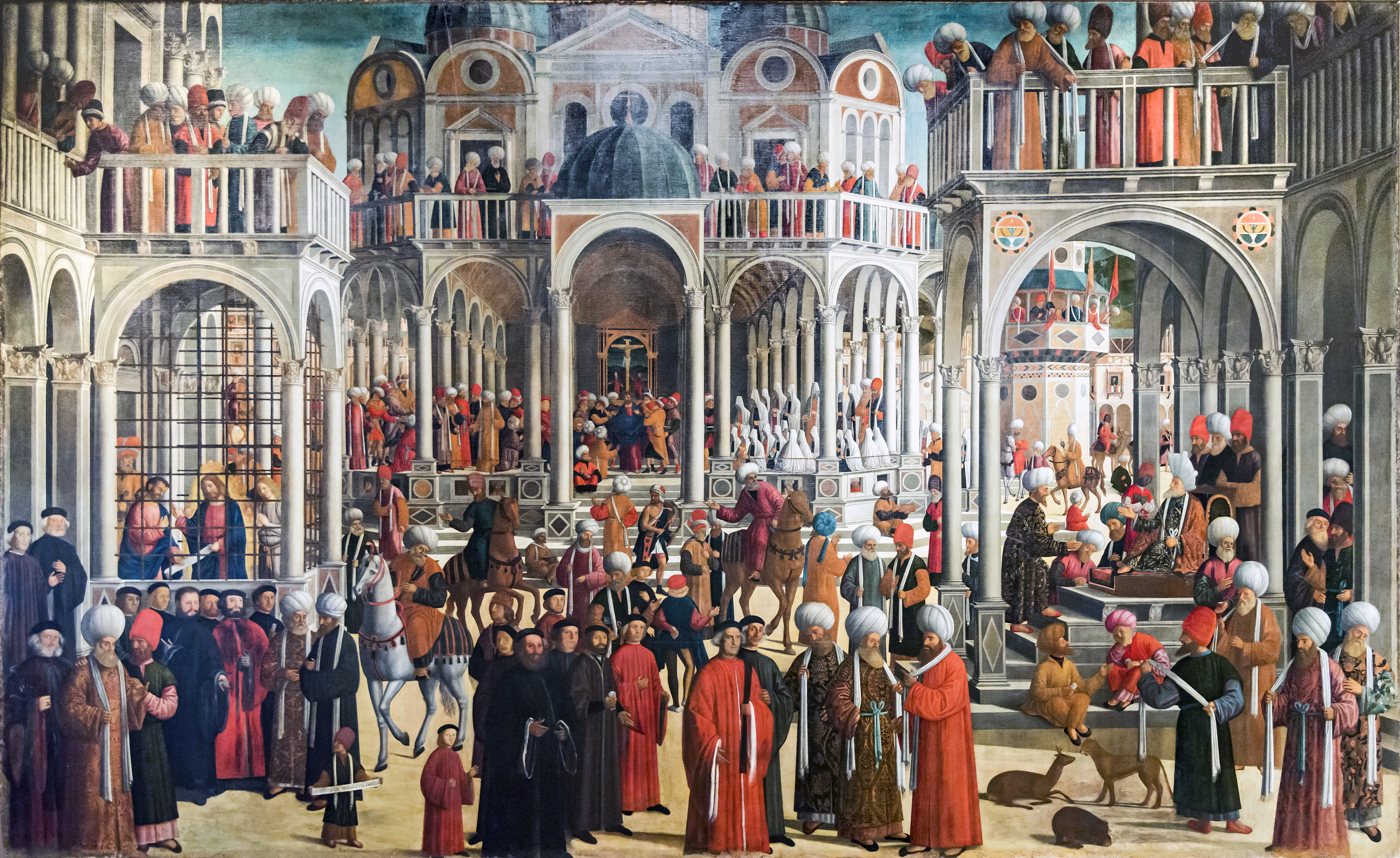
Szenen aus dem Leben des Hl. Markus
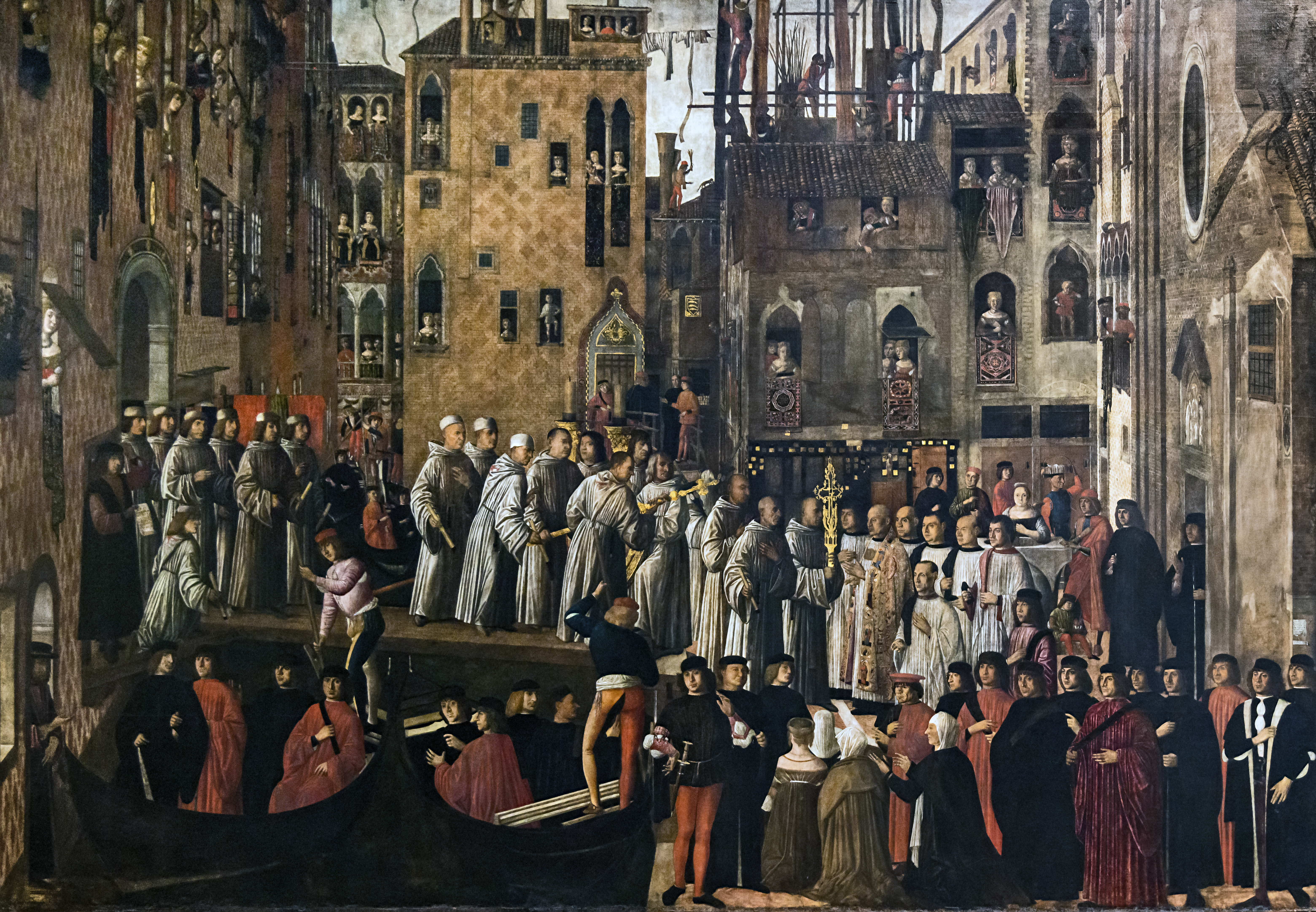
Wunder der Reliquie des Kreuzes in Campo San Lio 1494